# Larentia apicata
Larentia apicata är en fjärilsart som beskrevs av Louis Beethoven Prout 1939. Larentia apicata ingår i släktet Larentia och familjen mätare. Inga underarter finns listade i Catalogue of Life.